# Krzysztof Jaszczyński
Krzysztof Wojciech Jaszczyński (ur. 7 lutego 1950 w Warszawie, zm. 27 listopada 2015 tamże) – z wykształcenia dr nauk chemicznych, z zamiłowania historyk varsavianista, informatyk i działacz społeczny. W latach 1973–1991 pracownik naukowo-dydaktyczny na Uniwersytecie Warszawskim, na Wydziale Chemii, gdzie zakładał związek „Solidarność”.
Autor i współautor wielu publikacji, wystaw oraz filmów o Warszawie. Współtwórca portalu warszawa1939.pl (wraz z Ryszardem Mączewskim), jeden z założycieli i członek zarządu Fundacji Warszawa1939.pl. W portalu był odpowiedzialny za muzeum, bibliotekę i wszystkie bazy danych; kustosz wirtualnego Muzeum Przedwojennej Warszawy.
Redaktor reaktywowanego czasopisma „Stolica”, członek Rady Programowej „Kroniki Warszawy”. Współtwórca Parku Miniatur Województwa Mazowieckiego. Sędzia w kolejnych edycjach Varsavianistycznych Mistrzostw Amatorów „Retroring”.

## Działalność i twórczość filmowa[10]
- Konsultant historyczny animacji Miasto ruin[11].
- Scenarzysta filmów dokumentalnych Przelot nad zdobytym miastem[12][13] oraz Początek[14][15] opartych na archiwalnych materiałach nakręconych w pierwszych dniach II wojny światowej w Warszawie (reżyseria i realizacja Andrzej Kałuszko).
- Konsultant historyczny filmu dokumentalnego Minkowski – Saga[16] przedstawiającego losy warszawskiej rodziny Minkowskich.
- Konsultant historyczny filmu Powstanie Warszawskie[17][18].

## Wystawy i publikacje
- Współautor wystaw historycznych, m.in. „1947 / Barwy ruin”, projektu realizowanego w Domu Spotkań z Historią, z unikalnymi kolorowymi zdjęciami Warszawy z 1947 roku autorstwa amerykańskiego architekta Henry’ego N. Cobba[19].
- Współtwórca projektu Domu Spotkań z Historią „e-kartka 1939”[20] przedstawiającego życie Warszawy w pierwszym miesiącu II wojny światowej.
- Odnalazł i opracował do druku pamiętnik Haliny Zach „Mój wróg, moja miłość” pod redakcją Sylwii Chutnik[21] oraz konsultant adaptacji pamiętnika w teatrze Polonia – spektakl „Porozmawiajmy po niemiecku”[22].
- Inicjator wydania w formie książki wojennego pamiętnika kpr. pchor. Zbigniewa Wernica ps. „Cezar” pt. „Pamiętnik Cezara”[23].
- Wyszukiwał i fotografował urokliwe detale starej Warszawy, czego efektem była wystawa „Ginący detal praski”[24], zorganizowana przez Muzeum Warszawskiej Pragi.

## Pozostała działalność
- Jeden z założycieli Warszawskiego Towarzystwa Sportowego DeSki i aktywny przez 30 lat jego działacz[25].
- Zaangażowany w rozwój windsurfingu, a szczególnie klasy Formuła Windsurfing. Przez wiele lat współorganizator i sędzia regat windsurfingowych, autor pierwszego na świecie nowoczesnego programu do liczenia wyników regat.

## Życie prywatne
Syn Aleksandra i Stanisławy. Był żonaty z Barbarą, z którą miał syna Jana.
Zmarł nagle 27 listopada 2015 roku w Warszawie. 7 grudnia, po mszy żałobnej w kościele św. Karola Boromeusza, został pochowany na tamtejszym cmentarzu Powązkowskim.